# Liste des monuments historiques de Saint-Martin
Cet article recense les monuments historiques de  Saint-Martin, en France.

## Généralités
Au 30 juillet 2025, Saint-Martin compte un seul édifice comportant au moins une protection au titre des monuments historiques.

## Liste
| Monument             | Adresse            | Coordonnées                         | Notice         | Protection | Date            | Illustration         |
| -------------------- | ------------------ | ----------------------------------- | -------------- | ---------- | --------------- | -------------------- |
| Roche gravée de Moho | Quartier d'Orléans | 18° 04′ 12″ nord, 63° 02′ 18″ ouest | « PA97100036 » | classé     | 6 novembre 2012 | Roche gravée de Moho |